# Station Bełchatów Miasto
Station Bełchatów Miasto is een voormalige spoorweghalte op spoorlijn 24 in Bełchatów, woiwodschap Łódź, Polen .

## Geschiedenis
De halte is geopend voor het reizigersvervoer in 1984, goederenvervoer vond op spoorlijn 24 vanaf 1977 plaats. De halte is gebouwd aan de oostzijde van het spoorviaduct over de ulica Wojska Polskiego in Bełchatów. Het bestond uit een enkel zijplatform aan het spoor, en was uitgerust met abris voor de reizigers. In de oorspronkelijke planning voor de lijn was het de bedoeling dat de halte aan de westkant van de ulica Wojska Polskiego twee gedeeltelijk overdekte perrons en een stationsgebouw zouden komen. Bij de uiteindelijke realisatie is besloten om het perron te plaatsen op de huidige locatie. Er waren ook plannen om een nabijgelegen gebouw om te bouwen tot een geïmproviseerd stationsgebouw.
Het station sloot voor het reizigersvervoer in 2000.

## Geprojecteerde heropening
Als onderdeel van de modernisering en uitbreiding van spoorlijn nr. 24 naar Bogumiłów als onderdeel van het Kolej Plus-programma zal de halte Bełchatów Miasto worden verplaatst naar de westkant van de ul. Wojska Polskiego (d.w.z. naar de oorspronkelijke locatie) en zal een uitwijkspoor worden toegevoegd.